# 大穗异燕麦
大穗异燕麦（学名：Helictochloa dahurica）为禾本科异燕麦属下的一个种。